# بی‌کاوریخت‌تباران
بی‌کاوریخت‌تباران یا آسلاها شاخه‌ای است از جانورانِ بدون سلوم و حفرهٔ گوارشی یا حلق که تولیدمثل غیرجنسی دارند و فاقد دستگاه عصبی مرکزی هستند ولی تقارن دوطرفی دارند. این جانوران در اقیانوس‌ها یا آب لب‌شور زندگی می‌کنند و معمولاً بین دانه‌های رسوب وجود دارد، به‌صورت پلانکتون شنا می‌کنند یا روی دیگر موجودات مانند جلبک‌ها و مرجان‌ها می‌خزند. به‌جز دو گونهٔ آب شیرین از بی‌کاوریخت‌تباران، تمامی بی‌کاوریخت‌تبارانِ شناخته‌شده دریازی هستند.